# Хари Потер и реликвије Смрти
Хари Потер и реликвије Смрти (енгл. Harry Potter and the Deathly Hallows) је назив седме књиге из серије романа Џоан Кетлин Роулинг о младом чаробњаку Харију Потеру. Књига је изашла 21. јула 2007. године у Лондону. На српском језику књига је објављена у децембру 2007. године.
Према овом роману снимљен је и филм из два дела:
- Хари Потер и реликвије Смрти: Први део
- Хари Потер и реликвије Смрти: Други део

## Прича

### Последње лето
Лорд Волдемор и његови Смртождери планирају заседу, у ком ће отети Харија Потера, у тренутку када он напушта кућу породице Дарсли, и када заштита, коју му је његова мајка дала на рођењу, нестаје. Волдемор такође тражи штапић којим би могао да победи Харијев. Чланови Реда феникса пребацују Харија на сигурно користећи шест Харијевих двојника , бивају нападнути од стране Смртождера, па и самог Волдемора, који показује своју нову моћ - уме да лети. Хари успева да побегне, док Хедвига и Лудооки Ћудљивко не преживљавају, а Џорџ Визли губи једно уво.
У Јазбини, Министар магије Руфус Скримџер долази да да Харију, Рону Визлију и Хермајони Грејнџер оно што им је Албус Дамблдор оставио у свом тестаменту. Рону оставља свој Угасивач, а Хермајони књигу дечјих прича, Приповести Барда Бидла. Хари наслеђује мач Годрика Грифиндора и Скривалицу коју је ухватио на својој првој утакмици квидича, али му Скримџер не даје мач, јер он није био Дамблдоров да га поклони. Трио касније открива да су ти предмети водичи до реликвија Смрти.

### Потрага почиње
На венчању Била Визлија и Флер Делакер, Хари сазнаје мрачне тајне из живота Албуса Дамблдора. О његовом оцу који је убио неколико Нормалаца који су напали његову болесну кћерку Аријану, која је потом погинула када ју је случајно погодила клетва из дуела Албуса и његовог брата Аберфорта. Тада долази Патронус Кингслија Оковгрома, који каже како је Скримџер мртав, и како је Министарство магије пало под Волдеморову контролу. Како се Смртождери појављују, Хари, Рон и Хермиона се Пребацују, бежећи у један нормалски кафе, али их тамо нападају Смртождери. Хари и његови пријатељи беже у Гринмолдову улицу број 12, бивше седиште Реда Феникса.
Док бораве у Сиријусовој бившој кући, Хари открива да је Сиријусов брат Регулус мистериозни „Р. А. Б“, који је украо Слитеринов медаљон, а на његово место поставио лажни Хоркрукс. Хермиона се сети да су тај медаљон видели у овој кући када су вршили спремање док је она још била седиште Реда, и да га је кућни вилењак Кричер украо. Призивају Кричера који им исприча да га је Волдемор искористио да први пут сакрије Хоркрукс на језеру, тако што је натерао Кричера да попије напитак у котлу. Када је Кричер то испричао свом господару Регулису, он је схватио да је то Хоркрукс и ослучио да га уништи. Сам се жртвовао тако што је попио напитак и пустио инферијусе да га одвуку под воду. Пре тога је оставио лажни медаљон у котао и наредио Кричеру да уништи прави, али он то није успео. Хоркрукс је био у кући све ове године, а Кричер каже како га је украо Мандагус Флечер. Вилењак заробљава Флечера, који им открива да је медаљон сада у поседу Долорес Амбриџ, која га је узела од њега као мито. Трио успева да поврати медаљон, прерушивши се у запосленике Министарства помоћу Вишесоковног напитка, али их Смртождери откривају, па су Хари, Рон и Хермиона принуђени да напусте Улицу Гримолд јер су Смртождери видели да им је то скровиште, они сада морају да се крију у шуми Дин живећи у шатору.
Причајући са портретом Сиријусовог чукундеде Финеаса Нигелуса, који је некада био директор Хогвортса и има своју слику тамо, трио открива да је Грифиндоров мач, који је на Хогвортсу, лажњак. Морају да нађу прави и да униште Хоркрукс њиме, јер је тај мач упио отров базилиска када га је Хари убио њиме. То је једна од ретких супстанци које уништавају Хоркруксе. Међутим, фрустрирани Рон напушта групу. Хари и Хермиона траже мач у Годриковој долини, али тада их напада змија Нагини прерушена у Батилду Ташнарку, убрзо долази и Волдеморт али Хари и Хермајони успевају да побегну. Док беже, Хермајони случајно ломи Харијев штапић.
У шуми, Патронус у облику кошуте води Харија до једног залеђеног језерцета, на чијем дну лежи прави мач. Док Хари покушава да га дохвати, медаљон који је носио око врата покушава да га удави у језерцу. Спашава га Рон, који га је пронашао уз помоћ Дамблдоровог Угасивача. Рон уништава медаљон мачем. Он говори да је Волдеморово име Табу: ко год га изговори, одмах му долазе ловци на Волдеморове противнике, познати као Отимачи. Тако су их пронашли у нормалском кафеу.

### Реликвије смрти
Пошто су стално наилазили на необичан симбол који је подсећао на троугласто око, трио одлази код Ксенофила Лавгуда, оца Луне, који је тај знак носио на Биловом и Флерином венчању, не би ли га питали што то значи. Сазнају да је то заправо знак реликвија Смрти: Старозовног штапића, који је дат Антиоху Певерелу, Камена васкрснућа, датог Кадмију Перевелу, и Невидљивог огртача, датог Игнату Певерелу. Игром случаја, Лавгуд открива да су Смртождери отели Луну, јер је подржавао Харија у својим новинама, и да је зато променио начин писања у Цепидлаки. Надајући се да ће му вратити Луну ако им преда Потера, Ксенофил позива Смртождере да ухвате Харија, Рона и Хермиону, али они успевају да побегну.
Иако је Хермиона скептична по питању реликвија Смрти, Хари поверује у њих, посебно кад закључи даје Невидљиви огртач који он поседује реликвија. Пошто су видели гроб Игната Певерела у Годриковој долини, Хари претпостави да је он потомак трећег брата и да се огртач преносио с колена на колено јер други огртачи временом губе моћ, а овај је врло стар. Такође помисли да му је Дамблдор оставио Камен васкрснућа у Скривалици. Камен се, у ствари, налазио на прстену Марвалоа испијеног, деде Лорда Волдеморта, који је он претворио у Хоркрукс не знајући за реликвије. Дамблдор је уништио Хоркрукс, али не и Камен.

### Палата Мелфојевих
Отимачи успевају да их ухвате, када Хари случајно изговори Волдеморово име. Одводе их у палату породице Мелфој. Хари, Рон и Хермиона постају заточеници, заједно са Луном, Дином Томасом, Оливандером и Грипхуком, гоблином. Налазећи Грифиндоров мач у њиховом поседу, Белатрикс Лестрејнџ се плаши да су провалили у њен сеф у Гринготсу, јер је Волдемор у тај сеф сакрио лажни мач. Она мучи Хермајони да би јој признала. Хари у очајању дозива помоћ путем зачараног огледала. Доби се појављује у тамници и спашава Луну, Дина и Оливандера. Питер Петигру долази да истражи шта је узрок буци. Пошто је напао Харија, Хари му говори да му Петигру дугује услугу, пошто му је једном спасио живот. Петигру ослобађа Харија, али рука коју му је даровао Волдемор се окреће против њега и задави га. Хари и Рон одлазе да спасу Хермиону. Рон разоружава Белатрикс, а Хари Драка Мелфоја. Доби се појављује и пребацује их у Билову и Флерину кућу, али Белатрикс успева да погоди Добија ножем током бекства.
Хари сахрањује Добија у дворишту Флерине и Билове куће. У колиби, Оливандер потврђује да Старозовни штапић постоји, и каже да се моћ штапића преноси на новог власника, ако нови старог разоружа или убије. Оливандер каже да се власник Старозовног штапића мора стално чувати од новог напада непријатеља, и да се име власника изгубило током векова. Белатрикс открива да се у њеном сефу налази још један Хоркрукс, пошто је стално питала Хермиону шта су још узели. Уз помоћ гоблина Грипхука, и уз помоћ вишесоковног напитка и Плашта невидљивости трио успева да украде шољу Хелге Хафлпаф, али током бежања из банке на леђима змаја губе Грифиндоров мач.
У међувремену, Волдемор отркива да је Старозовни штапић у Дамблдоровој гробници, јер је претходни власник био Дамблдор, који га је узео од мрачног чаробњака Гринделвалда. Волдемор верује да је то једини штапић који може да победи Харија. Он оскрнави Дамблдоров гроб, узимајући штапић. Волдемор такође открива да су неки његови Хоркрукси уништени. Помоћу њихове везе умовима, Хари неочекивано открива да се преостали Хоркрукс налази на Хогвортсу.

### Битка за Хогвортс
У Хогсмиду, Аберфорт Дамблдор помаже трију да се ушуњају на Хогвортс. Сазнају да им је он послао Добија у помоћ. Харијева стара дружина, Дамблдорова војска, спремна је за борбу. Хари није планирао да води револт против Волдемора, он је само желео да пронађе Хоркрукс, и да оде. Али, када се открије да је Хари на Хогвортсу, остатак ДА и Реда феникса долази, и битка је сигурна.
Хари каже како мора да пронађе нешто на Хогвортсу што је припадало Ровени Ревенкло, а Луна Лавгуд каже како би то могла да буде изгубљена дијадема Ровене Ревенкло. Хари се сети да ју је једном видео у Соби по потреби, када је тамо сакрио своју књигу из напитака. У међувремену, Хермиона уништава Хафлпафину шољу, очњаком Базилиска, пошто је Рон успео да отвори Дворану тајни имитирајући Харијев сиктави звук кад говори немуштим језиком. Трио одлази у Собу по потреби, али је нападнут од стране Мелфоја, Креба и Гојла. Креб баца моћну ватрену чин која се отима контроли и убија га, а такође уништава хоркрукса у диједами Рејвенклоове и Собу по потреби.
Хари поново завирује у Волдеморов ум, и сазнаје да је у Вриштећој колиби. Трио одлази тамо, и постају сведоци Снејповог убиства, од стране Волдемора, који верује да ће тако постати прави господар Старозовног штапића, јер је мислио да је Снејп прави власник пошто је убио Дамблдора. Док Снејп умире, он даје Харију своја сећања, која доказују да је он био веран Дамблдору, као и колико је волео Харијеву мајку Лили. Када је Дамблдор пронашао прстен Марволоа Испијеног, ставио га је на прст мислећи да ће моћи преко Камена васкрснућа да разговара са родитељима и сестром, за чију је смрт био делимично одговоран. То је урадио пре него што је уништио Хоркрукс, па је тако примио клетву и осудио себе на спору и болну смрт. Снејп је успео да зароби клетву у шаци, али је рекао да ће се проширити и убити Дамблдора за годину дана. Због тога Албус прави стратегију да га Снејп убије у то време, тако спасавши Драка од Волдеморовог наређења. Снејп је био тај који је послао Патронуса и Грифиндоров. Сећања такође показују, током разговора Дамблдора и Снејпа, да је сам Хари Хоркрукс, јер се део Волдеморове распарчане душе закачио за Харијеву кад је покушао да га убије док је био беба. Он схвата мора да погине да би уништио Волдемора.
Решен да умре, Хари одлази да се нађе са Волдемором у Забрањеној шуми. Успут, он проналази Камен васкрснућа унутар Скривачице и појављују се духови његових родитеља, Сиријуса и скоро убијеног Ремуса Лупина, који га прате до сусрета са Волдемором. Хари допушта Волдемору да га погоди клетвом Авада кедавра.
Будећи се на непознатом месту, Хари није сигуран да ли је жив или мртав. Дамблдор се појављује и објашњава да је Хоркрукс унутар Харија уништен, али не и Хари. Он каже да Волдемор не може да убије Харија јер је искористио његову крв за свој повратак, а да ће Волдемор умрети тек када сви Хоркрукси буду уништени. Роулингова је касније објаснила да је ово место нека врста лимба између живота и смрти.
Хари се враћа у живот, али се прави да је мртав. Волдемор наређује Нарциси Мелфој да провери Харија. Иако открива да је жив, она га проглашава мртвим, надајући се да ће јој то помоћи да нађе Драка у замку. Волдемор, који је ухватио Хагрида, наређује му да носи Харија у замак. Он тражи од преосталих бораца да му се покоре. Када Невил Лонгботом каже како никада неће признати Волдемора, овај га паралише и запали му Шешир за разврставање на глави. Тада почиње права борба између ученика и наставника Хогвортса са једне и Смртождера са друге стране. У општој борби Хари се крије испод Плашта невидљивости и баца клетве на Смртождере. Невил успева да га скине Разврставајући шешир, узимајући из њега Грифиндоров мач, и он убија змију Нагини, уништавајући последњи Хоркрукс. Смртождери полако губе битку, али се не предају. Моли Визли убија Белатрикс Лестрејнџ изазивајући Волдемортов гнев због губитка најверније присталице, тада се намери на Моли. Хари скида плашт на опше одушевљење и сутпротставља се Волдемору. Говори му истину о Снејпу, и о себи као правом власнику Старозовног штапића. Наиме, када је Драко Мелфој разоружао Дамблдора у Астрономсој кули, он је несвесно постао власник Старозовног штапића, а сада је то Хари, када је разоружао Драка у палати Мелфојевих. Волдемор баца још једну убитачну клетву на Харија, али штапић одбија да нападне свог господара. Клетва се враћа на Волдемора, и он умире.
Битка је имала много жртава, између осталих и Фреда Визлија, Ремуса Лупина, Нимфадору Тонкс, Колина Кривеја и Белатрикс Лестрејнџ. Хари одлучује да му Старозовни штапић није потребан и ломи га. Камен васкруснућа остаје заувек изгубљен у Забрањеној шуми.

### Епилог
Деветнаест година касније, Хари и Џини Визли су венчани и имају троје деце: Џејмса Сиријуса, Албуса Северуса и Лили Луну. Рон је ожењен са Хермионом, и имају двоје деце, Роуз и Хјуга. Породице се срећу на станици Кингс Крос, одакле нервозни Албус треба да крене на своју прву годину на Хогвортсу. Харијево деветнаестогодишње кумче, Теди Лупин (Ремусов и Тонксин син) „уловљен“ је како љуби Виктоар Визли (Билова и Флерина кћерка) у возу. Теди је чест гост код Потерових, који долази код њих на вечеру неколико пута недељно. Хари види Драка Мелфоја са његовом женом и сином Скорпијусом; Мелфој му даје знак да га је видео, климнувши главом. Невил Лонгботом је професор на Хогвортсу, где предаје хербологију, и још увек је близак пријатељ Харију. Албус се брине да ће бити у Слитерину, али му Хари каже како је носилац његовог средњег имена, Северус Снејп, био Слитеринац и можда најхрабрији човек којег је Хари упознао. Хари такође каже како те Шешир за разврставање стави тамо где га ти желиш, ако је то твој прави избор. Књига се завршава следећим речима: „Харија ожиљак већ деветнаест година није болео. Све је било у реду“.

## Коментари и додаци Роулингове
Додатне информације о ликовима, које Роулингова није хтела да укључи у књигу:
- Хари постаје Аурор Министарства магије, а касније је именован за шефа одсека. Задржава Сиријусов мотоцикл, ког је Артур Визли поправио за њега. Не може да прича змијским језиком након уништења фрагмента Волдеморове душе у њему.
- Џини Визли игра неко време за квидички тим Светоглавске харпије, а затим га напушта како би основала породицу са Харијем. Касније постаје главни квидички дописник „Дневног пророка“.
- Рон Визли ради неко време у Џорџовој продавници „Визлијевске чаробњачке лудорије“, а онда се прикључује Харију као Аурор.
- Хермиона проналази своје родитеље у Аустралији и скида меморијску чин коју је бацила на њих ради безбедности. У почетку је радила за Министарство магије у Одсеку за регулацију и контролу магијских створења, побољшавајући живот кућних вилењака. Касније се премешта у Одсек за примену магијских закона и помаже у искорењивању тиранских закона о чистокрвности. Била је једини члан триа који се вратио назад на Хогвортс да доврши своју седму годину.

Роулингова је објаснила и судбине неких споредних ликова:
- Џорџ Визли успешно наставља са продавницом шала. Оженио је Ангелину Џонсон, и има двоје деце: сина ког је назвао Фред по свом покојном брату и кћерку Роксану.
- Луна Лавгуд тражи необична и јединствена створења по свету. Најзад се удаје за Ролфа, унука прослављеног природњака Саламандера Скамандера. Имају близанце Лоркан и Лисандер. Публикација њеног оца, „Цепидлака“, се вратила својим уобичајеним лудостима, међутим била је и цењена због свог ненамерног хумора.
- Фирензи је добродошао назад у своје стадо, које коначно схвата врлину његовог нагињања ка људима.
- Долорес Амбриџ је ухапшена, испитивана и затворена због злочина против нормалаца.
- Чо Ченг се удала за нормалца.
- Невил Лонгботом постаје професор хербологије на Хогвортсу, оженио је Хану Абот и живи у стану изнад „Пробушеног котла“ где је она домаћица.

Постоје и информације из ширег чаробњачког света:
- Кингсли Оковгром је министар магије, са Перси Визлијем који ради за њега као високи службеник. Међу Оковгромовим реформама је и та да Аскабан више не користи дементоре. Према томе свет је сада „сунчаније место“. Хари, Рон и Хермиона су такође помагали у реформи Министарства.
- На Хогвортсу, кућа Слидерин више не прима само чистокрвне као некада, мада је задржала своју мрачну репутацију.
- Волдеморов урок на место професора одбране о мрачних вештина је разбијен након његове смрти. Сада професор који предаје овај предмет ради за стално. Хари долази на часове одбране од мрачних вештина неколико пута годишње како би одржао предавања.
- Портрет Северуса Снејпа, који је накратко био директор Хогвортса, није постављен у директорској канцеларији када је он напустио своје место. На Харијеву иницијативу портрет се поставља, а јавности открива истину о Снејпу.